# 威斯特摩蘭 (堪薩斯州)
威斯特摩蘭（英語：Westmoreland）是一個位於美國堪薩斯州波特瓦特米縣的城市。同時該地也是波特瓦特米縣的縣治。

## 地方資料
威斯特摩蘭的座標為39°23′41″N 96°24′51″W / 39.39472°N 96.41417°W，而該地的海拔高度為367米（即1204英尺）。根據2010年美國人口普查，該地共人口740人，而該地的面積約為1.27平方千米。